# Full of Love
『Full of Love』（フル・オブ・ラブ）は、工藤静香の14作目のスタジオ・アルバム。1999年6月2日に発売された。発売元はポニーキャニオン。

## 概要
作家陣に楠瀬誠志郎、羽田一郎、イクマアキラ等を迎えて制作された。先行シングルであり、トーヨータイヤのCMイメージ・ソングとして使用された「Blue Zone」、カップリング曲「ZIGUZAGU」他全11曲が収録されている。
工藤はこの時期サーフィンに凝っていたこともあり、M-6「SEASIDE」で海に対する思いをぶつけられたと発言している。
本作を引っ提げて全国ツアー『工藤静香 Full of Love Concert Tour 1999』を行い、「Blue Zone」「ZIGUZAGU」の2曲をダンス付で披露した。
ソロデビュー20周年記念コンサート「Shisuka Kudo 20th Anniversary the Best」（2007年8月・9月）ではM-11「color」を久々に披露した。

## 収録曲
| 全作詞: 愛絵理。 |                   |           |              |                                        |      |
| #                | タイトル          | 作詞      | 作曲         | 編曲                                   | 時間 |
| 1.               | 「Blue Zone」     | 愛絵理    | 都志見隆     | 澤近泰輔                               | 4:13 |
| 2.               | 「ダイナマイト」  | 愛絵理    | 南木直樹     | CHOKKAKU (コーラスアレンジ) 佐々木久美 | 4:05 |
| 3.               | 「Toward…」       | 愛絵理    | 寺田一郎     | 澤近泰輔                               | 4:26 |
| 4.               | 「LOOSE」         | 愛絵理    | 桑原秀明     | 羽田一郎                               | 4:19 |
| 5.               | 「ずっと」        | 愛絵理    | 楠瀬誠志郎   | 澤近泰輔・楠瀬誠志郎                   | 5:04 |
| 6.               | 「SEASIDE」       | 愛絵理    | 楠瀬誠志郎   | 澤近泰輔                               | 4:51 |
| 7.               | 「Super」         | 愛絵理    | イクマアキラ | CHOKKAKU (コーラスアレンジ) 高尾直樹   | 4:40 |
| 8.               | 「THAT IS WHY」   | 愛絵理    | 吉川理       | CHOKKAKU                               | 5:17 |
| 9.               | 「ZIGUZAGU」      | 愛絵理    | イクマアキラ | イクマアキラ                           | 4:56 |
| 10.              | 「すべてを僕が…」 | 愛絵理    | 羽田一郎     | 羽田一郎                               | 4:12 |
| 11.              | 「color」         | 愛絵理    | 楠瀬誠志郎   | 澤近泰輔・楠瀬誠志郎                   | 5:40 |
| 合計時間:        | 合計時間:         | 合計時間: | 合計時間:    | 51:43                                  |      |

## 関連作品
- Blue Zone
  - ミレニアム・ベスト